# Cafenol
O Cafenol é um processo de revelação fotográfica alternativo, que se serve uma solução aquosa composta de café instantâneo, carbonato de sódio e ácido ascórbico. No ensejo desta fórmula química, o café e o ácido ascórbico operam como fenóis, ao passo que o carbonato de sódio, desempenha o papel de base.

## História
No âmbito de investigações, que tinham por escopo a descoberta de métodos de revelação fotográfica inconvencionais, que utilizassem componentes de fácil acesso ao público na sua fórmula, surgiu o cafenol. 
Foi inicialmente desenvolvido no Instituto de Tecnologia de Rochester (R.I.T.) em Nova Jérsia, pela turma de Fotografia Técnica sobre a orientação do Dr. Scott A. Williams (Ph.D), no ano de 1995.
Após uma série de testes frustrados com produtos de limpeza e outros componentes químicos, a turma decidiu apostar na pesquisa em bebidas à base de cafeína, como o café e o chá. O café demonstrou ter propriedades muito próximas às de componentes utilizados para a revelação fotográfica, embora oferecesse resultados pouco nítidos. Posteriormente foram adicionados o ácido ascórbico e o carbonato de sódio, à formula, aperfeiçoando assim os resultados, que obtiveram níveis mais satisfatórios.
O nome cafenol surgiu com o tempo, a medida que o processo foi sendo divulgado pela comunidade fotográfica pela internet, através de blogs, sites especializados de revelação fotográfica e redes sociais.
Existem várias receitas de cafenol, dentre as mais famosas a Caffenol-C-M e a Caffenol Delta, sendo certo que algumas dessas estão amplamente testadas e documentadas, havendo inclusive outras utilizam componentes diversos como Vinho, Chá, Coca-cola, Cerveja.

## Ver Também
- Fotografia
- Filme fotográfico